# Meranti (Meranti)
Meranti is een bestuurslaag in het regentschap Asahan van de provincie Noord-Sumatra, Indonesië. Meranti telt 5637 inwoners (volkstelling 2010).